# برنابا كولينز
برنابا كولينز (بالإنجليزية: Barnabas Collins)‏ هو شخصية خيالية لمصاص دماء بريطاني ظهرت في مسلسل ظلال داكنة عام 1966 من تمثيل جوناثان فريد، وفيلم انتج عام 2012 يحمل ذات الاسم من تمثيل جوني ديب.

## مقالات ذات صلة
- جوني ديب